# Золотоножка
Золотоножка (рос. Золотоножка) — село у Константиновському районі Амурської області Російської Федерації. Розташоване на території українського історичного та етнічного краю Зелений Клин.
Входить до складу муніципального утворення Зеньківська сільрада. Населення становить 224 особи (2018).

## Історія
З 25 січня 1944 року підпорядковане Константиновському районі. З 20 жовтня 1932 року входить до складу новоутвореної Амурської області.
З 1 січня 2006 до 7 травня 2015 року органом місцевого самоврядкування була Золотонозька сільрада. Відтак, сільраду було об'єднано із Зеньківською.

## Населення
| 2002 | 2010 | 2012 | 2013 | 2014 | 2015 | 2016 |
| ---- | ---- | ---- | ---- | ---- | ---- | ---- |
| 372  | ↘265 | ↘257 | ↘227 | ↗230 | ↘229 | →229 |
| 2017 | 2018 |      |      |      |      |      |
| ↘227 | ↘224 |      |      |      |      |      |